# West Port
West Port est une rue de la Old Town à Édimbourg, juste au sud du château d'Édimbourg. Elle s'étend de Main Point (au croisement de Bread Street, Lauriston Street, East Fountainbridge et High Riggs) jusqu'à l'angle sud-ouest de Grassmarket.
La rue tire son nom de la porte la plus occidentale du mur de Flodden. La porte se trouvait à Grassmarket et ouvrait sur le faubourg de Portsburgh jusqu'à sa démolition dans les années 1780. 

## Histoire
Wester Portsburgh, comme était autrefois connue la zone autour du West Port, était la rue principale traversant la partie ouest du bourg de Portsburgh - un bourg de baronnie de 1649 à 1856. 
Le nom West Port fait à l'origine référence uniquement à la porte elle-même, mais il est utilisé pour toute la longueur de la rue partant de la porte sur les cartes à partir de 1837 environ. Wester Portsburgh apparait encore comme le nom de la rue sur les cartes jusqu'en 1831. 
Portsburgh peut également être considéré comme le nom de la même rue sur une carte de 1836. Cependant, cela ne sert pas à le distinguer de la partie orientale de Portsburgh (Easter Portsburgh), qui faisait encore partie du même bourg à cette date, les deux parties de Portsburgh ayant leurs propres systèmes administratifs et baillies.